# 조르주 페르디낭 비고
조르주 페르디낭 비고(프랑스어: Georges Ferdinand Bigot, 1860년 4월 7일 ~ 1927년 10월 10일)는 프랑스 만화가, 삽화가, 화가이다. 비록 모국에서는 잘 알려지지 않았지만 메이지 시대 일본에서 풍자 만화로 유명하였다. 일본에서 17년간 활동하면서 당시의 시대상을 알려주는 많은 그림을 남긴 것으로 알려져 있다.

## 같이 보기
- 찰스 워그먼